# CA-33 (Spanje)

De CA-33

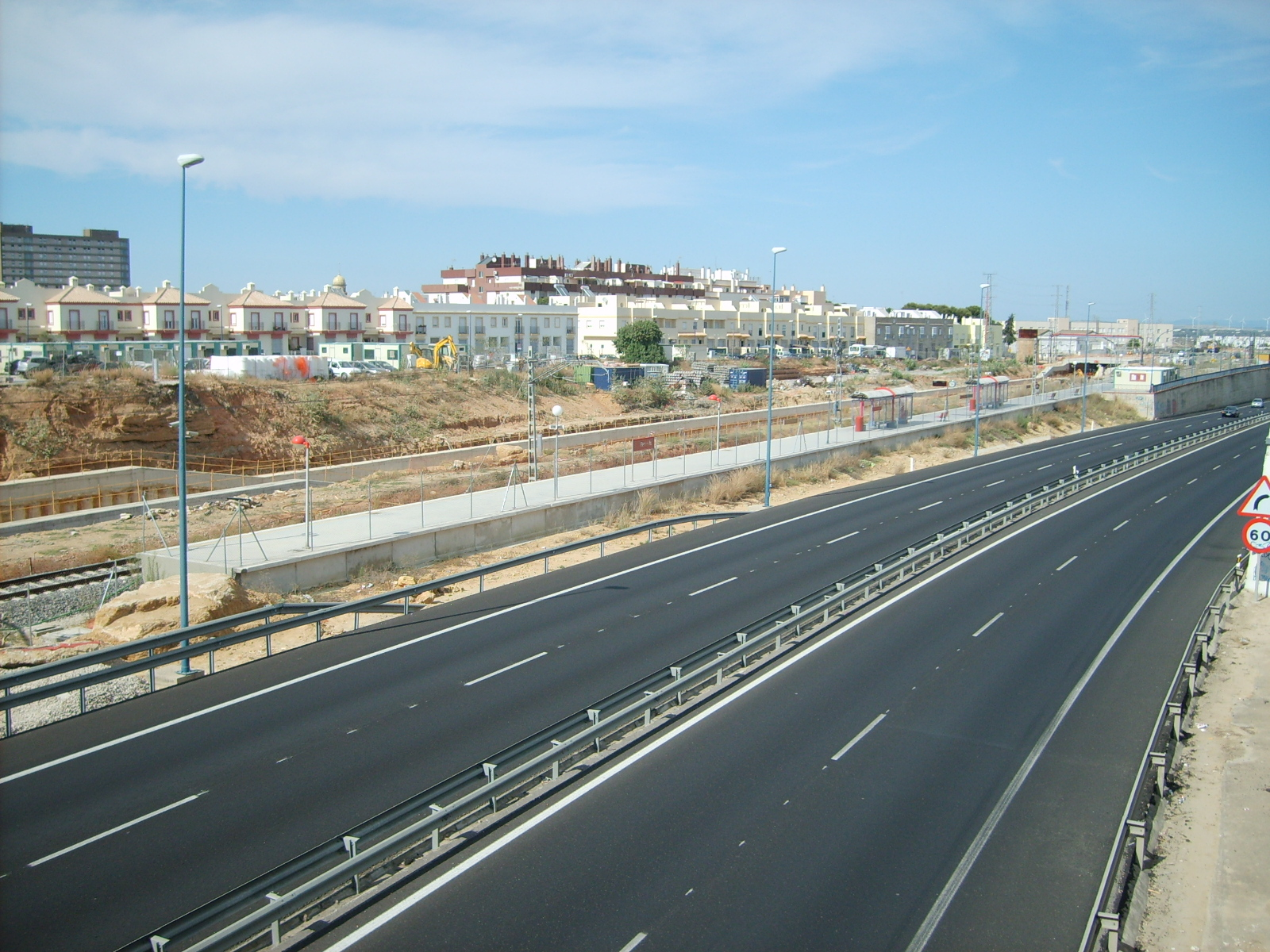
De CA-33

De CA-33 of Acceso a Cádiz desde San Fernando is een autovía in Andalusië. De stadssnelweg bij Cádiz is 13,2 kilometer lang en verbindt de CA-36 met de A-4 en de A-48.